# Min själ berömmer Gud med fröjd
Min själ berömmer Gud med fröjd är en psalm med text skriven 1885 av Carl Boberg och musik skriven 1921 av Johan Olof Lindberg.

## Publicerad i
- Psalmer och Sånger 1987 som nr 531 under rubriken "Kyrkoåret - Jungfru Marie bebådelsedag"[1]